# ㅊ

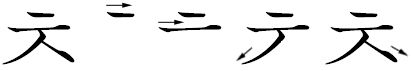
筆順

ㅊは、ハングルを構成する子音字母のひとつ。10番目の字母（1751年の『三韻声彙』以降。『訓民正音』当時は最初の「ㄱ」から濃音を含めなければ11番目、濃音も含めれば15番目、『訓蒙字会』では13番目）。呼称はチウッ（치읓）。字体によっては "大" または下部が "ス" のような形になる。

## 音声
前舌を盛り上げて歯茎から硬口蓋の広い範囲に密着させて閉鎖を作り、一旦、空気の流れを完全に塞いだ後、ゆっくりと開放することによって摩擦を伴わさせた音を出す歯茎硬口蓋破擦音の一種を表す。朝鮮語の破擦音には帯気するかそうでないか、喉頭緊張（テンス）を伴うかそうでないかによって三系統が存在する。この字母は帯気を伴う激音を表しており、音素記号は/cʰ/などで表される。
初声では有気無声歯茎硬口蓋破擦音[t͡ɕʰ]で発音される。ただし、北朝鮮の標準音では平壌方言の影響で、有気無声歯茎歯擦破擦音[t͡sʰ]と発音される。
外来語の表記では、[t͡ɕ][t͡ʃ]に用いる他、現代朝鮮語には[t͡s]の発音が存在しないため、[t͡s]の発音は近似音としてこの子音字母を用いる。ただし、日本語の「つ」は、国立国語院の表記法では「쓰」で表すことが定められている（「츠」で表す場合もある）。
終声（音節末）では、閉鎖したまま開放しない内破音[t̚]、つまり終声の/ㄷ/で発音される。ただし、母音が続く場合は初声化するので無声軟口蓋破裂音の帯気音[t͡ɕʰ]となる。
なお元々口蓋化を含んだ音であるので、j系の二重母音/ㅑ, ㅕ, ㅛ, ㅠ, ㅖ, ㅒ/を用いても、通常の母音/ㅏ, ㅓ, ㅗ, ㅜ, ㅔ, ㅐ/を用いても音声上の差異はない。
訓民正音によれば、次清であるため、終声に用いれば「入声」となるとされていた。訓民正音創製当時の中期朝鮮語では、終声ㅊはㅅに中和されるという扱いで音価は[s]となっており、近世朝鮮語で終声のㅅ・ㅊが[s]から終声ㄷと同じ[t]へと発音が変わったが、1930年の諺文綴字法以前の終声表記については、表記としての終声ㅊが登場するのは一部の資料に限られており、実際の発音に合わせてㄱ・ㄴ・ㄷ・ㄹ・ㅁ・ㅂ・ㅅ・ㆁ（後にㅇと書かれるようになる）の8種類のみが用いられることが多く、それによれば現代の終声ㅊに相当するものはㅅと書かれた。更に近世朝鮮語で実際の発音に合わせる場合のㄷ音の終声の表記もㅅに統一されㄷが使用されなくなる傾向が見られるようになった。1930年の諺文綴字法で形態主義的表記法の導入のため、ㅊを含む激音や濃音などの字母が終声表記に認められた。
| 音価 | 終声字                     | 複合終声字           | 複合終声字 |
| 音価 | 終声字                     | 前                   | 後         |
| ---- | -------------------------- | -------------------- | ---------- |
| ㄱ   | ㄱ, ㅋ, ㄲ                 | ㄳ                   | ㄺ         |
| ㄷ   | ㄷ, ㅅ, ㅆ, ㅈ, ㅊ, ㅌ, ㅎ |                      |            |
| ㅂ   | ㅂ, ㅍ                     | ㅄ                   | (ㄼ), ㄿ   |
| ㄹ   | ㄹ                         | ㄼ, ㄽ, ㄾ, ㅀ, (ㄺ) |            |
| ㄴ   | ㄴ                         | ㄵ, ㄶ               |            |
| ㅁ   | ㅁ                         |                      | ㄻ         |
| ㅇ   | ㅇ                         |                      |            |

## 訓民正音
訓民正音初声体系では次清の歯音に分類されており、訓民正音の世宗序では「齒音如侵字初發聲」と規定されている。その字形は『訓民正音解例』制字解によるとㅈに筆画を加えて作った加画字とされる。
『訓蒙字会』（1527年）では初声独用8字に含まれており、チ（치、歯）と名付けられていた。チウッという名称は1933年の朝鮮語綴字法統一案で名付けられた。

### 漢字音表記
当時の中国語の歯音には朝鮮語にない歯頭音（舌尖と上歯茎で調音される歯音）と正歯音（舌尖を下歯茎につけたまま盛り上げた舌端と上歯茎で調音される歯音）の区別があった。『訓民正音』ではこれを表記するために、歯頭音（清母）には左払いが長い「ᅔ」、正歯音（穿母）には右払いが長い「ᅕ」のような字形を用意している。

## ラテン文字転写
初声の場合、文化観光部2000年式ではch、マッキューン＝ライシャワー式ではch'と表記される。終声はどちらの方式でもtと表記される。

## 文字コード
| 名称                     | 用途   | コード | HTML実体参照コード | 表示 |
| HANGUL LETTER CHIEUCH    | 単体   | U+3150 | &#12618;           | ㅊ   |
| HANGUL CHOSEONG CHIEUCH  | 初声用 | U+110E | &#4366;            | ᄎ   |
| HANGUL JONGSEONG CHIEUCH | 終声用 | U+11BE | &#4542;            | ᆾ     |

- 歯頭音

| 名称                            | 用途   | コード | HTML実体参照コード | 表示 |
| HANGUL CHOSEONG CHITUEUMCHIEUCH | 初声用 | U+1154 | &#4436;            | ᅔ   |

- 正歯音

| 名称                               | 用途   | コード | HTML実体参照コード | 表示 |
| HANGUL CHOSEONG CEONGCHIEUMCHIEUCH | 初声用 | U+1155 | &#4437;            | ᅕ   |